# Luci Cecili Metel (pretor)
Luci Cecili Metel (en llatí Lucius Caecilius Metellus) va ser un magistrat romà. Era germà de Quintus Caecilius Metellus Creticus. Formava part de la gens Cecília, i era de la família dels Metel.
Va ser pretor l'any 71 aC i propretor a Sicília el 70 aC, on va succeir a Verres. Va derrotar els pirates que havien derrotat a la flota romana i s'havien apoderat del port de Siracusa i els va expulsar de l'illa. La seva administració de Sicília va ser bona i és elogiada per Ciceró per haver restaurat la pau i seguretat, davant dels estralls de Verres. Tot i així, juntament amb els seus germans, va defensar Verres i va tractar d'impedir les denúncies dels provincials sicilians.
L'any 68 aC va ser elegit cònsol junt amb Quint Marci Rex, però va morir al començament del seu període.